# 3 Tage in Quiberon
3 Tage in Quiberon é um filme austro-franco-alemão de 2018, do gênero drama biográfico, dirigido e escrito por Emily Atef. Estrelado por Marie Bäumer, estreou no Festival Internacional de Cinema de Berlim em 19 de fevereiro.

## Elenco
- Marie Bäumer - Romy Schneider
- Birgit Minichmayr - Hilde Fritsch
- Charly Hübner - Robert Lebeck
- Robert Gwisdek - Michael Jürgs